# Wasserkunststraße 10

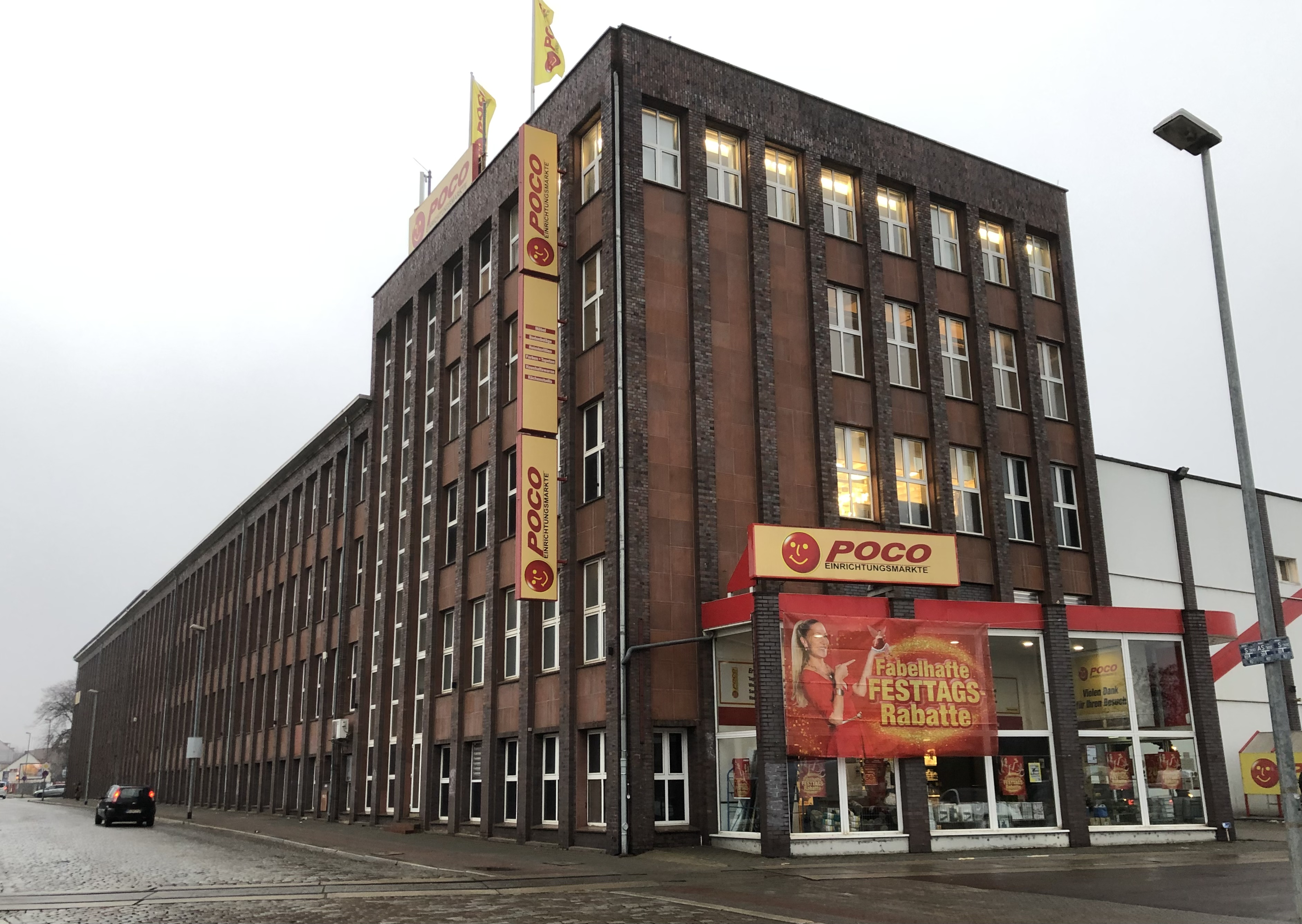
Blick auf den Kopfbau an der Ostseite (2022)

Das Gebäude Wasserkunststraße 10 in Magdeburg in Sachsen-Anhalt wurde 1937–1938 für ein Zweigwerk des Unternehmens Junkers erbaut und steht unter Denkmalschutz. Es liegt im Magdeburger Stadtteil Neue Neustadt, an der Nordseite der Wasserkunststraße. Der Bau gilt als wichtiges Zeugnis der Industriearchitektur eines Industrieunternehmens mit zur Bauzeit nationaler Bedeutung in Magdeburg aus den 1930er Jahren.

## Architektur und Geschichte
Der viergeschossige Bau wurde in den Jahren 1937/1938 nach Entwurf des Berliner Architekten Werner Issel errichtet. Er diente dem Motorenbau-Zweigwerk Magdeburg der Junkers Flugzeug- und Motorenwerke als Verwaltungsgebäude. Die übrigen Fabrikanlagen erstreckten sich nördlich des Hauses. Die Fassade ist mit dunkelroten Eisenklinkern verblendet. Prägend für das Erscheinungsbild der Fassade ist die sehr dichte Folge der Achsen und eine vertikale Gliederung mittels schmaler Klinker-Lisenen, die sich vom Boden aus bis unter die Traufe ziehen. Die rechteckigen Fenster zwischen den Lisenen sind aufrecht stehend ausgeführt und treten etwas zurück. Die Fensterbrüstungen sind mit quadratischen Tonplatten verkleidet. Nach oben wird die Fassade von einem horizontal verlaufenden schmalen Gesims abgeschlossen, über dem das Flachdach des Gebäudes etwas vorkragt.
Während die Westseite des Gebäudes zur von Norden einmündenden Schwiesaustraße hin in einem Bogen ausläuft, steht am östlichen Ende ein fünfgeschossiger und achtachsiger Kopfbau.
Aktuell (Stand 2022) beherbergte das Haus gewerbliche Nutzungen, so eine Filiale des Möbelhauses Poco.
Im Denkmalverzeichnis des Landes Sachsen-Anhalt ist das Objekt unter der Erfassungsnummer 094 71432 als Baudenkmal verzeichnet.